# 岩灣事件
岩灣事件，又稱岩灣監獄暴動事件或岩灣絕食事件，於1987年11月26日於臺東縣岩灣監獄爆發的監獄暴動。

## 源由
在一清專案後，台灣許多幫派份子及角頭被送到岩灣監獄監禁。在臺灣警備總司令部接管監獄管理後，因管理不當，數名囚犯發起絕食抗議，警備總部強勢介入，終於造成台東的岩灣、泰源、東成三個職業訓練總隊所轄的管訓監獄，以及綠島指揮部所管轄的三個職業訓練大隊等四處監獄集體暴動。
中華民國政府對外宣稱，是因為取締監獄內賭博活動才造成這起事件。
中華民國國防部派遣中華民國國軍精銳特種部隊，包括中華民國憲兵特種勤務隊、中華民國陸軍高空特種勤務中隊、中華民國海軍陸戰隊特種勤務隊等前往，支援警備總部保安第一總隊鎮壓暴動，代號1126專案，由陸軍高空特勤中隊打先鋒、中堅為海軍陸戰特勤隊，最後由憲兵特勤隊竟全功，最終壓制了這起事件，在鎮壓過程中造成數名囚犯死亡。
楊登魁在這起暴動後，自願被打斷手骨以獲得保外就医機會，並在手部打石膏處夾藏受刑人的自白，終於能將有關消息帶回臺北，讓監獄暴動的消息傳至全台，從此建立了他在台灣黑道中的地位。

### 綠島監獄暴動
事件發生後，警備總部將數十名主要人犯，用直升機轉移至另一綠島監獄關押，結果12月1日再度爆發另一起暴動。由陸軍空降特戰司令部獨立第七一旅步兵第三營攻入鎮壓，亦造成八名受刑人死亡，20多人輕重傷。後經警備總部要求，由空特部獨立第71旅每半年輪調一個空降特戰步兵營進駐綠島，必要時轉為鎮暴部隊。第一梯次由空特部獨立第71旅步兵第二營與警備總部綠島指揮部交接換防，進駐綠島。1993年交接防務，憲兵單位接防。